# Muhlenbergia dumosa
Muhlenbergia dumosa är en gräsart som beskrevs av Frank Lamson Scribner och George Vasey. Muhlenbergia dumosa ingår i släktet muhlygräs, och familjen gräs. Inga underarter finns listade i Catalogue of Life.